# Francesc Sabaté Llopart
Francesc Sabaté Llopart, noto anche con lo pseudonimo di El Quico (L'Hospitalet de Llobregat, 30 marzo 1915 – Sant Celoni, 5 gennaio 1960), è stato un anarchico spagnolo.

## Biografia
(da Ribelli! di Pino Cacucci)

Con il nome di battaglia "El Quico", è stato un anarchico catalano coinvolto nella resistenza contro il regime fascista di Francisco Franco. 
. 

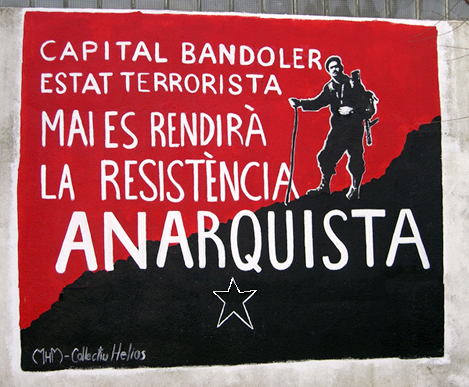
Un murale dedicato a El Quico.

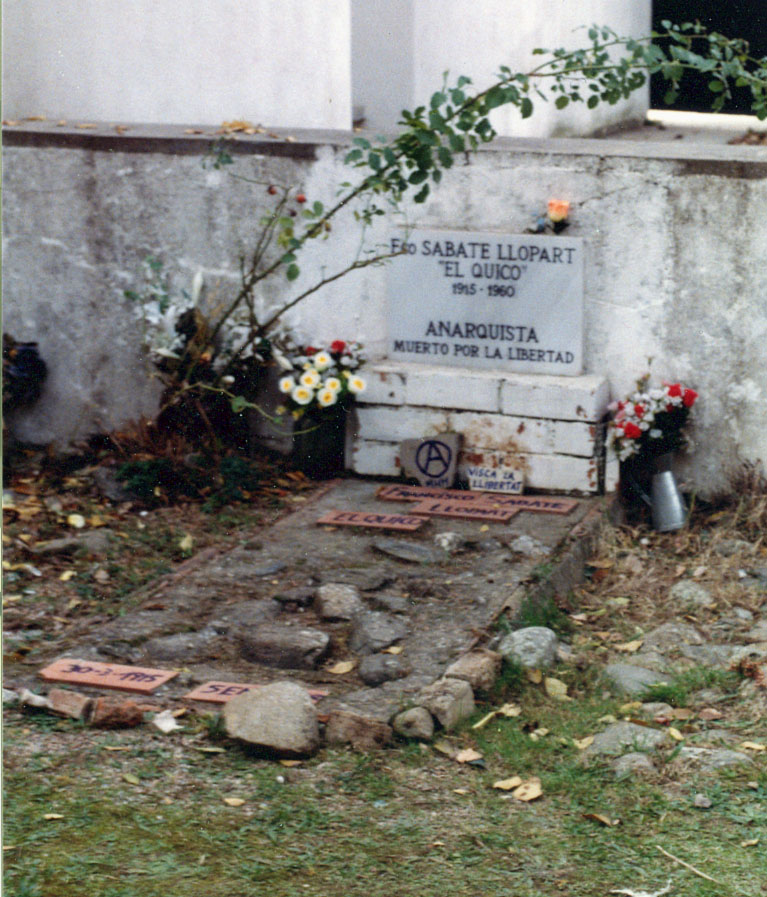
La tomba.

Già a 17 anni, Sabaté aveva aderito al gruppo di azione anarchico "Los Novatos", una organizzazione della Federazione anarchica iberica (Federación Anarquista Ibérica, FAI), molto legata alla CNT. Il gruppo organizzò insurrezioni contro il governo conservatore della Seconda Repubblica spagnola alla fine del 1933 e combatté subito contro il pronunciamento di Franco. Nel 1935 Sabaté ha rifiutato il servizio militare, dando inizio così alla sua attività clandestina e di ricercato. In questo anno il gruppo dello "Los Novatos" compie una rapina per fornire fondi onde soccorrere i compagni in carcere. Durante la guerra civile spagnola, Sabaté ha combattuto sul fronte di Aragona con la milizia della CNT-FAI, facendo parte della colonna soprannominata Giovani Aquile. Alla colonna venne forzatamente imposto un commissario politico stalinista che impose un regime assolutamente estraneo alla impostazione; Sabaté e due compagni lo uccisero. In seguito Sabaté andò a Barcellona, dove prese parte agli scontri con gli stalinisti, in azioni anche personali. Fu arrestato dagli stalinisti, ma con l'aiuto di sua moglie, con pochi altri compagni riuscì a fuggire dal carcere grazie ad un audacissimo colpo di mano. Quando i fascisti di Franco vinsero in Spagna, egli riparò in Francia, ove, nuovamente fuggito dal carcere e dai campi di concentramento partecipò alla Resistenza francese nel maquis. Dopo la fine della guerra, Sabaté fece ritorno in Spagna per svolgere attività di resistenza contro il regime di Franco. Il gruppo di cui faceva parte si autofinanziava con rapine a ricchi uomini d'affari e grosse banche e Sabaté portò a termine attentati mortali contro noti esponenti falangisti e della Guardia Civil. Dopo il tentativo di assassinare un commissario di polizia, sbagliò accidentalmente l'attacco all'automobile provocando la morte di alcuni occupanti di un'altra vettura per cui riparò in Francia dove venne messo in carcere per 6 anni; al momento del rilascio tornò in Spagna.

## L'ultimo attraversamento del confine franco spagnolo
Il 30 dicembre 1959 El Quico passò per l'ultima volta il confine franco-spagnolo: quattro compagni che erano con lui moriranno; Antonio Miracolo Guitart, Rogelio Madrigal, Conesa Francisco Alcaraz, e Martin Ruiz Montoya. Fu ucciso nel 1960, a 45 anni, a Sant Celoni in uno scontro a fuoco con Abel Rocha, esponente del gruppo paramilitare catalano dei somatén, che operava assieme alla Guardia Civil. Sabaté fu considerato dal regime franchista il più pericoloso degli antagonisti della guerriglia antifranchista.

## Nei media
- Il personaggio proposto da Gregory Peck nel film ...e venne il giorno della vendetta ha come base la vicenda di El Quico Sabaté. Del cast facevano parte Anthony Quinn, nel ruolo del comandante della guardia civil che ordisce la trappola, ed Omar Sharif, il prete catturato da El Quico che dopo i primi scontri su questioni di principio con l'anarchico ne capisce l'umanità ed il motivo per cui combatte passando in pratica al suo fianco e rifiutando di collaborare col capo della guardia civile che nel frattempo l'ho "liberato" dal miliziano anarchico.
- A El Quico, "l'anarchico gentile", Pino Cacucci ha dedicato un capitolo nel suo libro,  Ribelli !.
- El Quico era inventore di una specie di mortaio per lanciare volantini antifranchisti, che vennero in una occasione, nel 1955, lanciati dal tetto apribile di un taxi, fermo sulle Las Ramblas.[2]

## Una nota sulla guerriglia antifranchista
Lo storico Pietro Ramella nel suo saggio su La Retirada considera come ultimo capitolo di tale avvenimento l'attacco dei guerriglieri antifranchisti nella valle dell'Aran e fornisce interessantissimi dati sul prosieguo della guerriglia antifranchista di cui, per problemi inerenti al periodo storico in cui si svolse, vi furono pochissimi mezzi di informazione ad occuparsene.
Questa impossibile lotta si esaurì nei primi anni sessanta, poi lentamente l'evolversi degli avvenimenti mondiali fece scendere sulla Spagna una cappa di silenzio, che durò fino alla morte di Franco, avvenuta nel novembre 1975.»